# سردرشت‌سانیان
سردرشت‌سانیان (نام علمی: Zoarcoidei) نام یک زیرراسته از راسته سوف‌ماهی‌سانان است.